# D01NE

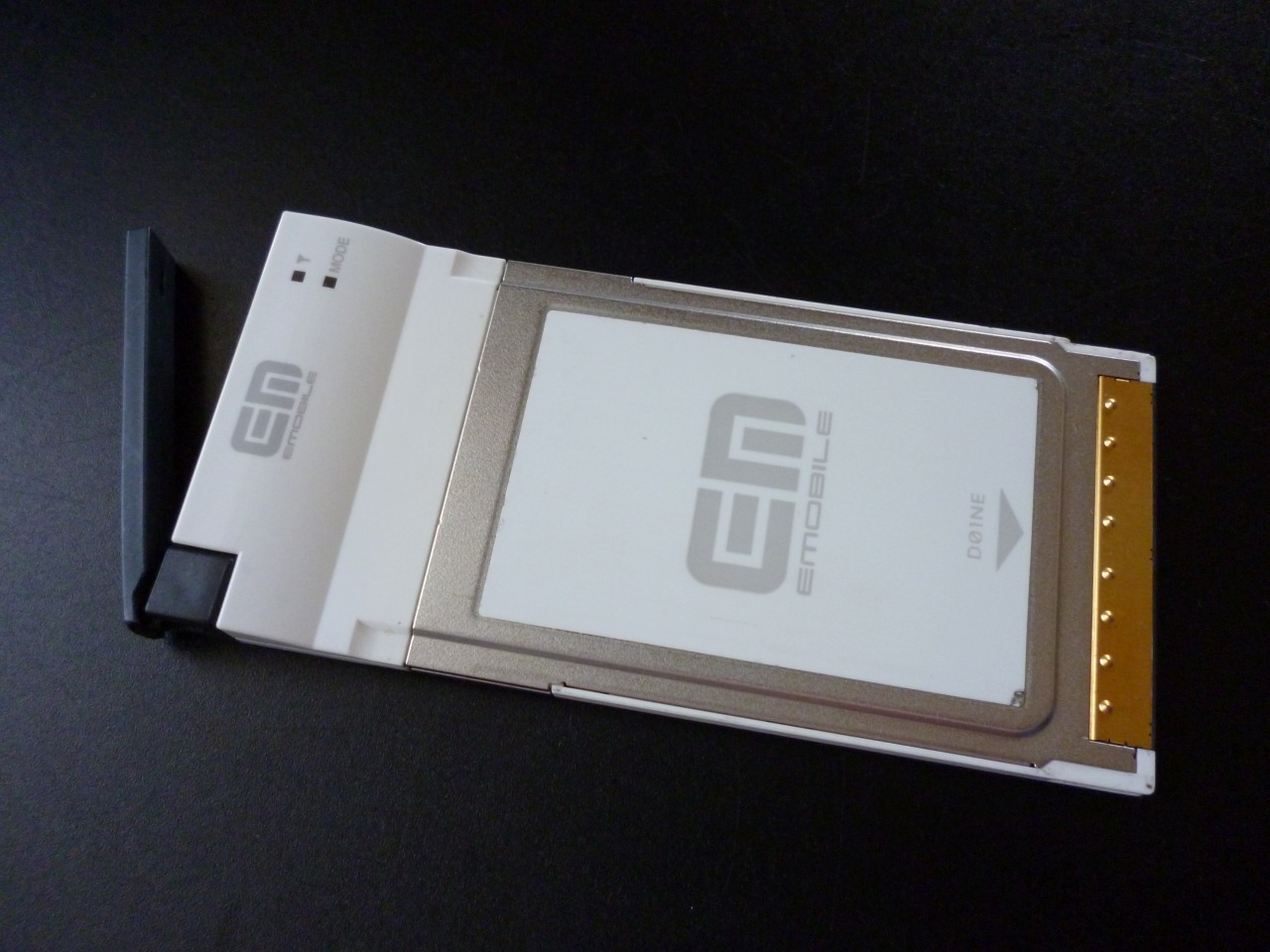
D01NE

D01NE (ディーぜろいちエヌイー) は、NECインフロンティアによって開発された、イー・モバイルによるHSDPA対応のPCカード型データ通信端末。

## 概要
D01NXと共に、データ通信サービス開始当初にリリースされたPCカード型端末。

## 仕様（テンプレート外）
- 通信速度
  - 受信最大 3.6 Mbps
  - 送信最大 384 kbps
- 対応OS（各日本語版）
  - Windows 2000 Professional Service Pack4 以降
  - Windows XP Home Edition Service Pack2 以降
  - Windows XP Professional Service Pack2 以降
  - Windows Vista （32ビット版）
  - Windows 7（32ビット版）
- 対応エリア（日本国内）